# Габихт, Людвиг
Людвиг Габихт (нем. Ludwig Habicht; 23 июля 1830, Шпротава, Силезия — декабрь 1908, Амальфи, провинция Салерно, Италия) — немецкий писатель, редактор и журналист.

## Биография
Сын бедного сапожника. Из-за материальных причин не имел возможности учиться в университете, занимался самообразованием. С 1857 года работал учителем в Дрездене, в 1862 году отправился в Берлин, где был журналистом, редактировал журнал и газету «Deutsche Roman-Zeitung». Позже жил в Силезии, с 1881 года до своей смерти — в Сорренто и Бордигере в Италии.

## Творчество
Людвиг Габихт был плодовитым и популярным писателем, автором исторических и бытовых романов, но прежде всего криминальных произведений, в том числе детективных рассказов.

Газета «Deutsche Roman-Zeitung» (1903—1911)

## Избранные сочинения
- Kriminal-Novellen. Breslau 1864.
- Der Stadtschreiber von Liegnitz. Historischer Roman. Breslau 1865.
- Irrwege. Erzählungen und Novellen. Breslau 1866.
- Verrathen und verloren. Berlin 1869.
- Zwei Höfe. Breslau 1870.
- Vor dem Gewitter. Hannover 1873.
- Am Genfer See. Jena 1875.
- Schein und Sein. Jena 1875.
- In Paris. Jena ок. 1875
- Das Haus des Unfriedens. Berlin 1877.
- Auf der Grenze. Breslau 1878.
- Der rechte Erbe. Breslau 1879.
- Wille und Welt. Leipzig 1884.
- Im Sonnenschein. Breslau 1885.
- Zum Schein. Leipzig 1886.
- Das Grafenhaus. Preßburg 1896.
- Der Falschmünzer. Leipzig 1896.
- Die Erbschaft. Berlin 1897.
- Widersprüche. Berlin 1899.
- Das Geheimnis des Waldes. Berlin 1900.
- Besondere Kennzeichen. Berlin 1902.